# ATP12A
Полипептид ATP12A (известный также как ATP1AL1) является каталитической α субъединицей «нежелудочной» H+/K+ АТФазы протонного насоса, отвечающего за отток H+ (и/или Na+) в обмен на K+ (и/или NH4+). Этот полипептид в той или иной степени экспрессируется практически во всех изученных типах клеток эукариотического организма. и участвует в регуляции pH и поддержании кислотно-щелочного баланса клеток, а также тканевой жидкости и мокроты — тонкого слоя жидкости покрывающей поверхность дыхательных путей и выполняющей важную функцию во врождённых механизмах защиты от микробных агентов.

## Структура
Нежелудочные  H+/K+-АТФазы представляют собой третью группу активных калий-зависимых ион-транспортирующих АТФаз P-типа, которые отличаются от близкородственных Na,K-АТФаз и желудочных H, K-АТФаз по структурно-функциональным свойствам.
α-субъединица ATP12A состоит из трансмембранного домена с десятью мембранными спиралями образующими ион-связывающий сайт (между спиралями 4 и 8) и N-, а также C-концевые цитозольные хвосты образующие исполнительный элемент (актуатор), в том числе фосфорилируемый и нуклеотид-связывающие домены, ответственные за автофосфорилирование и гидролиз АТФ.

## Роль в онкологии
Ген ATP12A входит в десятку основных генов, определённых как факторы, способствующие возникновению рака.

## Экспрессия ATP12A в лёгких при муковисцидозе
ATP12A вызывает подкисление поверхностной жидкости дыхательных путей, что приводит к повышению её вязкости и накоплению слизи в дыхательных путях. Поэтому активация ATP12A при муковисцидозе нарушает функцию мукоцилиарного транспорта и как следствие способствует закупорке дыхательных путей.

## Идиопатический лёгочный фиброз
Вызываемое активацией ATP12A понижение pH микросреды в дистальных отделах лёгких способствует патогенезу фиброза лёгких.